# Wolfgang Blochwitz
Wolfgang Blochwitz (* 8. Februar 1941 in Geringswalde; † 8. Mai 2005 in Bad Berka) war ein deutscher Fußballspieler und späterer Funktionär. In der höchsten Spielklasse des DDR-Fußballs, der Oberliga, spielte er für den 1. FC Magdeburg und dessen Vorgänger sowie den FC Carl Zeiss Jena. Mit der DDR-Nationalmannschaft nahm er an der Weltmeisterschaft 1974 in der Bundesrepublik Deutschland teil.

## Sportliche Laufbahn

### BSG- und Clubstationen
Blochwitz begann als Nachwuchsspieler bei der BSG Motor Geringswalde in Sachsen. Zunächst war er Feldspieler, wechselte eher zufällig ins Gehäuse, weil der etatmäßige Torwart ausgefallen war. Aus dem Zufall wurde ein Dauerzustand und Blochwitz setzte seine Laufbahn als Torhüter fort.
1960 wechselte er, nachdem er eine Lehre zum Dreher abgeschlossen hatte, zum Oberligisten SC Aufbau Magdeburg, aus dem 1965 der 1. FC Magdeburg hervorging. Der erste Oberligaeinsatz des 1,82 Meter großen Torwarts fand am 16. Spieltag der Saison 1960 statt. Im Spiel bei Fortschritt Weißenfels am 11. September stand er für den verletzten Hans-Georg Michalak im Tor und löste ihn in der Folge als Stammspieler ab. Blochwitz spielte in 110 Oberligaspielen für Magdeburg und stand 1965 in der Mannschaft, die FDGB-Pokalsieger wurde. 1965 gehörte Blochwitz auch zum Kader der DDR-Nachwuchsnationalmannschaft, für die er fünf Länderspiele bestritt.
Als der neu gegründete 1. FC Magdeburg 1966 aus der DDR-Oberliga absteigen musste, wechselte Blochwitz zum Vizemeister FC Carl Zeiss Jena. Dort löste er Harald Fritzsche im Tor ab und absolvierte für die Saalestädter 165 Oberligaspiele und 29 Europapokalpartien. Mit Jena wurde er 1968 und 1970 DDR-Meister sowie 1972 und 1974 FDGB-Pokalsieger. Zu seinen Mitspielern in Jena gehörten unter anderem die Nationalspieler Peter Ducke, Harald Irmscher, Lothar Kurbjuweit, Eberhard Vogel, Konrad Weise und Bernd Bransch.

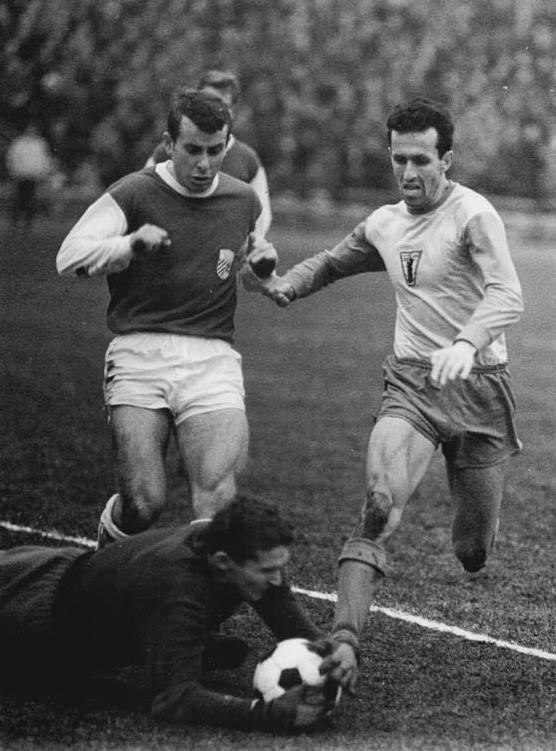
Wolfgang Blochwitz vereitelt einen Angriff des FC Vorwärts Berlin (1966)

### Auswahleinsätze
Wolfgang Blochwitz selbst stand von 1966 bis 1974 19- beziehungsweise nach FIFA-Lesart 17-Mal im Tor der DDR-Auswahl. Sein erstes A-Länderspiel bestritt er am 4. September 1966 in der Begegnung zwischen der DDR und Ägypten (6:0) in Karl-Marx-Stadt und verdrängte den bisherigen Nationaltorwart Horst Weigang, bevor Jürgen Croy zum langjährigen Stammspieler zwischen den Pfosten aufstieg. Bei der Fußball-Weltmeisterschaft 1974 in der Bundesrepublik war Blochwitz Auswechselspieler hinter dem Zwickauer Weltklassemann und kam dabei nicht zum Einsatz.
Im Rahmen der Qualifikation für das olympische Fußballturnier 1968 bestritt der Jenaer Torwart fünf der sechs Partien in der Olympiaauswahl des DFV. Das ostdeutsche Team verpasste nach der Niederlage gegen Bulgarien (1:4 auswärts, 3:2 zu Hause) jedoch das Turnier in Mexiko-Stadt.

## Weiterer Werdegang
Nach seiner aktiven Laufbahn war Wolfgang Blochwitz weiter für den FC Carl Zeiss Jena tätig, darunter seit 1978 als Übungsleiter im FCC-Nachwuchs und 1988/89 als Vorsitzender des Fußballclubs. Auch in der Traditionsmannschaft seines Vereins spielte er oft mit. Wolfgang Blochwitz erlag im Alter von 64 Jahren einem Magenleiden.

## Trivia
Frank, ein Bruder des damals bereits in Jena aktiven Wolfgang, spielte Ende der 1960er-Jahre im Tor der Juniorenmannschaft des 1. FC Magdeburg. Er gewann mit der FCM-Mannschaft die DDR-Fußballmeisterschaft der Jugend 1966.